# Assemblea Musicale Teatrale
Assemblea Musicale Teatrale foi um grupo italiano.

## História
Foi um grupo ativo na segunda metade dos anos 1970. O grupo se formou com o intento de criar espetáculos nos quais estivessem presentes o componente teatro e o musical, daí a denominação.
Do ponto de vista musical tiveram um estilo variado, que recorda seja o rock italiano dos anos 1970, fosse o teatro-canção de Giorgio Gaber. As suas letras eram porém sempre muito elaboradas, tendencialmente discursivas, de clara inspiração teatral.
As produções da Assemblea ressentem muito das críticas políticas e sociais que eram expressam pelos movimentos estudantis dos anos 1970.
O grupo se formou em Gênova no início de 1975, após a dissolução do grupo de rock progressivo La Famiglia degli Ortega, do qual faziam parte Biggi, Canepa e Martini. Os primeiros espetáculos foram censurados porque criticavam explicitamente personalidades de relevância em Gênova.
Após a publicação do seu primeiro álbum Dietro le sbarre, em 1977, sai Marilyn, que são ouvidos por Francesco Guccini, com o qual iniciam uma estreita colaboração. No disco seguinte, Il sogno di Alice, o grupo inclui uma música escrita por Guccini, Lager. O mesmo cantor inserirá com pequenas modificações no seu álbum seguinte, Metropolis, junto a música escrita pela Assemblea, também presente em Il sogno di Alice, destinado a se tornar famoso, Venezia.
Após o último álbum de 1979, o grupo desapareceria das cenas, para reunir-se em 2002 por obra de Alloisio. O novo álbum apresenta os mesmos temas sociais, mas também novas experimentações artísticas e fusões das mesmas músicas de estilos musicais diversos.

## Formação
- Alberto Canepa - capocomico, voz e percussões (1975-1981 e 2002)
- Gian Piero Alloisio - voz (1975-1981 e 2002)
- Lilli Iadeluca - voz (1975-1979)
- Giorgia Marzano - voz (1979-1981 e 2002)
- Gianni Martini - guitarra e voz (1975-1981 e 2002)
- Bruno Biggi - baixo (1975-1981 e 2002)
- Ezio Cingano - teclado (1975-1981 e 2002)
- Gino Ulivi - bateria e percussões (1975-1979)
- Mauro Arena - bateria e percussões (1979-1981 e 2002)

## Discografia

### LPs
- 1976: Dietro le sbarre (I dischi dello zodiaco, VPA 8325)
- 1977: Marilyn (L'Alternativa, ALT 001)
- 1979: Il sogno di Alice (EMI Italiana, 3C 064-18424)

### CD
- 2002: La rivoluzione c'è già stata (Storie di Note)